# Internationale Jazzwoche Burghausen/Line-ups
Die Liste enthält Künstler, die ab 1970 bei der Internationalen Jazzwoche in Burghausen aufgetreten sind.
| Künstler                                          | Auftritt im Jahr       |
| ------------------------------------------------- | ---------------------- |
| John Abercrombie                                  | 1981, 1993             |
| Monty Alexander                                   | 1976, 1991, 1999, 2015 |
| Luther Allison                                    | 1986                   |
| Mose Allison                                      | 1997                   |
| Charly Antolini                                   | 1992                   |
| Art Ensemble of Chicago                           | 1979                   |
| Chet Baker                                        | 1979, 1981             |
| Chris Barber                                      | 1990, 2005             |
| Barrelhouse Jazzband                              | 1973, 1978, 1987. 2009 |
| BBC Big Band                                      | 2002                   |
| B.B. King                                         | 1994                   |
| Chicago Beau                                      | 2013                   |
| Carey Bell                                        | 1990                   |
| Lurrie Bell                                       | 1990                   |
| Art Blakey                                        | 1984, 1988             |
| Blood, Sweat & Tears                              | 2018                   |
| James Booker                                      | 1979                   |
| Dee Dee Bridgewater                               | 1998                   |
| Till Brönner                                      | 2009                   |
| Dave Brubeck                                      | 1988, 2001             |
| Gary Burton                                       | 1986, 1989, 2011       |
| Terri Lyne Carrington                             | 2014                   |
| Jean Carn                                         | 2015                   |
| Betty Carter                                      | 1995                   |
| Ron Carter                                        | 1981, 1984, 2016       |
| Philip Catherine                                  | 2011                   |
| Stanley Clarke                                    | 2016                   |
| Billy Cobham                                      | 2003, 2025             |
| Avishai Cohen                                     | 2018                   |
| George Coleman                                    | 1979                   |
| Gene Conners                                      | 1987, 2005             |
| Al Copley                                         | 1988                   |
| Chick Corea                                       | 1989, 1996, 2011       |
| Larry Coryell                                     | 2011                   |
| James Cotton                                      | 1987                   |
| Jamie Cullum                                      | 2014                   |
| Eddie Lockjaw Davis                               | 1978                   |
| Wolfgang Dauner                                   | 1988, 2002             |
| Jack DeJohnette                                   | 1993, 2014             |
| Paco de Lucía                                     | 2004                   |
| Barbara Dennerlein                                | 1985, 1993             |
| Al Di Meola                                       | 1992, 2009             |
| Manu Dibango                                      | 1994, 2018             |
| Dollar Brand                                      | 1975, 1981, 2007       |
| Klaus Doldinger                                   | 1997, 2002             |
| Paquito D’Rivera                                  | 2012                   |
| Gerd Dudek                                        | 1990                   |
| Champion Jack Dupree                              | 1983                   |
| Dutch Swing College Band                          | 1975, 1991             |
| Pee Wee Ellis                                     | 2012                   |
| Sangoma Everett                                   | 2016                   |
| Georgie Fame                                      | 2000                   |
| Art Farmer                                        | 1983                   |
| Fatty George                                      | 1971, 1978             |
| Maynard Ferguson                                  | 1991                   |
| Roberto Fonseca                                   | 2017                   |
| Robben Ford                                       | 1998                   |
| Lowell Fulson                                     | 1984                   |
| Bill Frisell                                      | 2014                   |
| Richard Galliano                                  | 2010, 2016             |
| Elliot Galvin                                     | 2014                   |
| Jan Garbarek                                      | 2006                   |
| Stan Getz                                         | 1981                   |
| Dana Gillespie                                    | 1998                   |
| Dizzy Gillespie                                   | 1978                   |
| Dexter Gordon                                     | 1980                   |
| Stéphane Grappelli                                | 1980, 1991             |
| George Gruntz                                     | 1998                   |
| Charlie Haden                                     | 2003                   |
| Nina Hagen                                        | 2004                   |
| Beaver Harris                                     | 1985                   |
| Billy Hart                                        | 2012                   |
| Ali Haurand                                       | 1979, 1990             |
| Jon Hendricks                                     | 1996                   |
| Peter Herbolzheimers Rhythm Combination and Brass | 1974, 1984, 2000       |
| John Hollenbeck                                   | 2012                   |
| Major Holley                                      | 1990                   |
| Red Holloway                                      | 1997                   |
| John Lee Hooker junior                            | 2005                   |
| Freddie Hubbard                                   | 1991                   |
| Peanuts Hucko                                     | 1991                   |
| Incognito                                         | 2015                   |
| Illinois Jacquet                                  | 1986, 1996             |
| Ahmad Jamal                                       | 1999                   |
| Al Jarreau                                        | 1997                   |
| Jazzkantine                                       | 2012                   |
| J. J. Johnson                                     | 1995                   |
| Olivier Ker Ourio                                 | 2016                   |
| Oscar Klein                                       | 1970, 1999             |
| Lee Konitz                                        | 1989, 2012             |
| Alexis Korner                                     | 1983                   |
| Diana Krall                                       | 1999                   |
| Paul Kuhn                                         | 2008                   |
| Biréli Lagrène                                    | 1982                   |
| Nils Landgren                                     | 2012                   |
| Les Lapins Superstars                             | 2016                   |
| Matthias Lindermayr                               | 2017                   |
| Little Willie Littlefield                         | 1986                   |
| Robert Jr. Lockwood                               | 1988                   |
| Louisiana Red                                     | 1985                   |
| Miriam Makeba                                     | 1998                   |
| Albert Mangelsdorff                               | 1972, 1977, 1988, 1998 |
| Manhattan Transfer                                | 2009                   |
| Charlie Mariano                                   | 2004                   |
| Branford Marsalis                                 | 2003                   |
| Bobby McFerrin                                    | 2002                   |
| John McLaughlin                                   | 1989                   |
| Big Jay McNeely                                   | 1998                   |
| Jay McShann                                       | 1981                   |
| Brad Mehldau                                      | 2008                   |
| Memphis Slim                                      | 1981                   |
| Pat Metheny                                       | 2003                   |
| Marcus Miller                                     | 2012                   |
| Modern Jazz Quartet                               | 1990                   |
| Nils Petter Molvær                                | 2014                   |
| Airto Moreira                                     | 1983                   |
| China Moses                                       | 2017                   |
| David Murray                                      | 2005                   |
| Christian Muthspiel                               | 2001                   |
| Youssou N’Dour                                    | 2000                   |
| Maceo Parker                                      | 2003                   |
| Nicholas Payton                                   | 2012                   |
| Phronesis                                         | 2012                   |
| Ana Popović                                       | 2012                   |
| Gregory Porter                                    | 2013                   |
| Sammy Price                                       | 1981                   |
| Tito Puente                                       | 1987                   |
| Dudu Pukwana                                      | 1987                   |
| Enrico Rava                                       | 1990, 2016             |
| Joshua Redman                                     | 2000                   |
| Dianne Reeves                                     | 2012                   |
| David Sanborn                                     | 2010                   |
| Heinz Sauer                                       | 2015                   |
| Manfred Schoof                                    | 1990, 2002             |
| John Scofield                                     | 2013                   |
| Woody Shaw                                        | 1985, 1988             |
| Archie Shepp                                      | 2001                   |
| Wayne Shorter                                     | 1988                   |
| Diane Schuur                                      | 2007                   |
| Nina Simone                                       | 1991                   |
| Cecil Taylor                                      | 1989                   |
| Otis Taylor                                       | 2008                   |
| Ralph Towner                                      | 1981                   |
| McCoy Tyner                                       | 1980, 1987, 2005       |
| Maceo Parker                                      | 1991                   |
| Oscar Peterson                                    | 1975                   |
| Joe Pass                                          | 1975                   |
| Baden Powell                                      | 1983                   |
| Sun Ra                                            | 1984                   |
| Max Roach                                         | 1980                   |
| Horace Silver                                     | 1979                   |
| Spyro Gyra                                        | 2015                   |
| Toots Thielemans                                  | 1983, 1985             |
| Tied & Tickled Trio                               | 2012                   |
| Joe Turner                                        | 1982                   |
| Charles Tolliver                                  | 2018                   |
| Teeny Tucker                                      | 1998, 2011             |
| James Blood Ulmer                                 | 1991                   |
| Jasper van’t Hof                                  | 1994                   |
| Vienna Art Orchestra                              | 2002                   |
| Joe Louis Walker                                  | 1999                   |
| Sippie Wallace                                    | 1986                   |
| Benny Waters                                      | 1976                   |
| Vince Weber                                       | 1979                   |
| Katie Webster                                     | 1985, 1994             |
| Teddy Wilson                                      | 1976                   |
| Thilo Wolf Big Band                               | 1995                   |
| Michael Wollny                                    | 2015                   |
| Joe Zawinul                                       | 1997                   |
| Zwanenbourg                                       | 1976                   |
| Axel Zwingenberger                                | 1986, 1995             |